# Strychnos javariensis
Strychnos javariensis är en tvåhjärtbladig växtart som beskrevs av Krukoff. Strychnos javariensis ingår i släktet Strychnos och familjen Loganiaceae. Inga underarter finns listade i Catalogue of Life.